# Razimet
Razimet település Franciaországban, Lot-et-Garonne megyében. Lakosainak száma 300 fő (2022. január 1.). Razimet Villeton, Puch-d’Agenais, Leyritz-Moncassin és Calonges községekkel határos.

## Népesség
A település népessége az elmúlt években az alábbi módon változott:
| Lakosok száma | 227  | 202  | 200  | 222  | 298  | 323  | 305  | 298  | 292  | 300  |
|               | 1968 | 1982 | 1990 | 2006 | 2013 | 2015 | 2017 | 2019 | 2020 | 2022 |